# Bastien Four
Pour les articles homonymes, voir Four (homonymie).
Bastien Four, né le 20 juin 1988 aux Saintes-Maries-de-la-Mer, est un raseteur français, vainqueur du Trophée des As.

## Biographie
Il commence par devenir gardian amateur à la manade des Baumelles, puis bayle gardian de la manade La Galande de Saliers.
De 2003 à 2004, il est formé à l'école taurine des Saintes-Maries-de-la-Mer.
Il entre en protection en 2005, avant de participer à ses premières courses en pointes à Vauvert.
Le 15 novembre 2007, il est suspendu pour un an par la a commission disciplinaire de première instance de la Fédération française de la course camarguaise pour avoir refusé de se soumettre à un contrôle antidopage le 7 octobre à Châteaurenard. En appel, l'Agence française de lutte contre le dopage renforce la sanction avec 2 ans de suspension. Une pétition circule alors pour l'annulation de cette décision, et Hervé Four, père de Bastien, saisit en dernier recours le Conseil d'État, qui casse toute suspension.

## Palmarès
- Trophée des As : 2012
- Champion de France 2012
- Trophée des Impériaux (Les Saintes-Maries-de-la-Mer)
- Trophée de la Mer (Le Grau-du-Roi)
- Trophée Albert Dubout (Palavas-les-Flots)
- Muguet d'or (Beaucaire)
- Trophée des Maraîchers (Châteaurenard)
- Biche d'or et Gland d'or (Saint-Gilles)

## Détails techniques et méthode de raset
Il mesure 1,80 m pour 78 kg.
Il rasette de la main gauche.